# Oto Melara

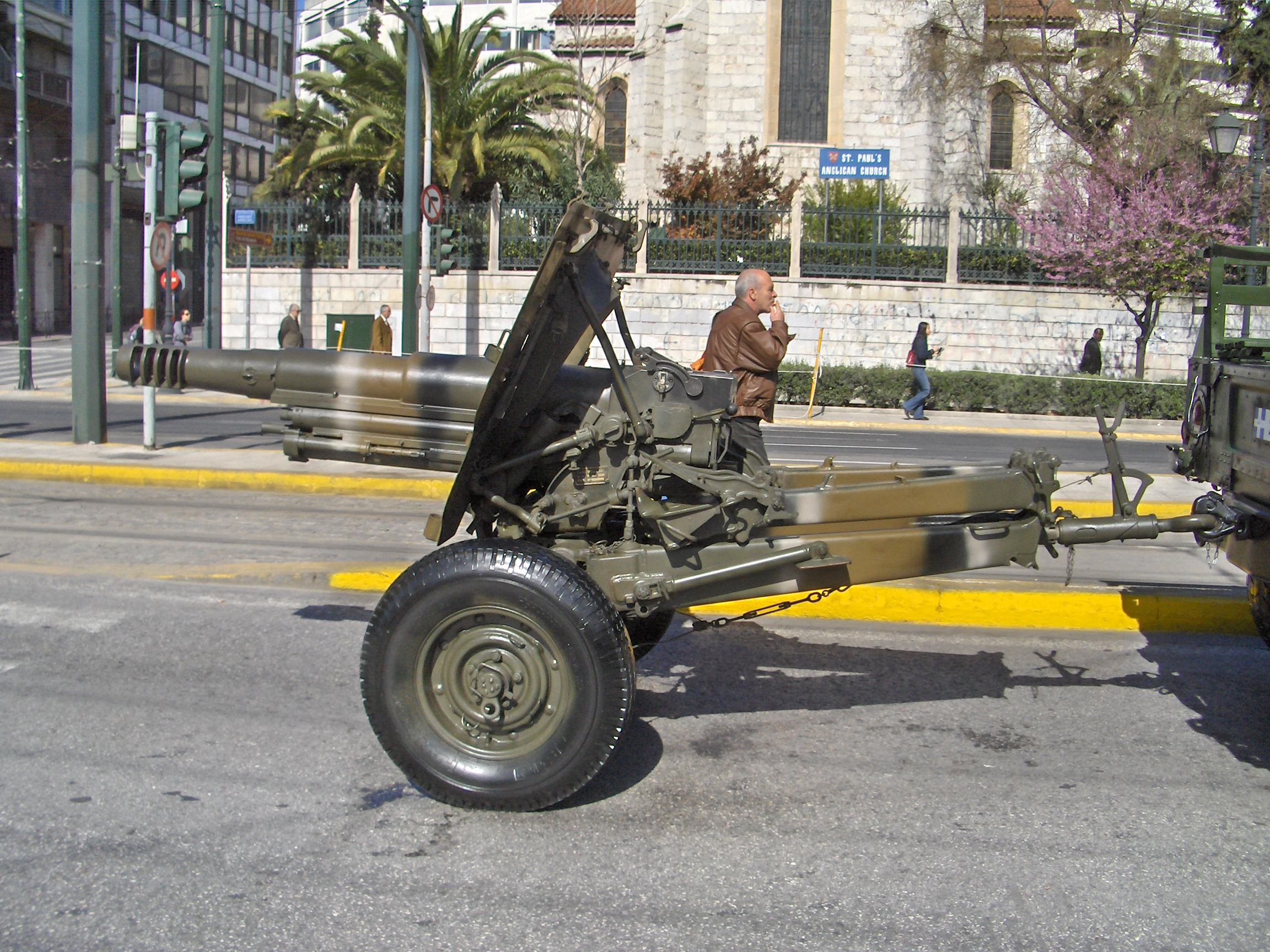
Ото Мелара Модель 56, на вооружении 32 брмп ВС Греции.

OTO Melara — итальянская оборонная компания, имеющая производства в городах Специя и Брешиа. Является дочерней компанией холдинга Leonardo (бывшая Finmeccanica).

## История

### До Первой мировой войны
Основана в 1905 году под названием Vickers Terni (ит.) как совместное предприятие британской компании «Vickers» и итальянских «Acciaierie di Terni» (ит.), «Cantiere navale fratelli Orlando» (ит.) и «Cantieri navali Odero» (ит.). В 1929 году переименована в Odero Terni Orlando (OTO). С 1953 года именуется OTO Melara.
На протяжении Первой мировой войны компания производила оружие калибром от 40 мм и выше.
В 1929 году компания была переименована в «Odero Terni Orlando» — с аббревиатурой «OTO».
На протяжении Второй мировой войны, компания в основном производила тяжелую корабельную артиллерию.

## После Второй мировой войны
В 1953 году компания сменила название на «OTO Melara».
До вступления Италии в НАТО, компания производила гражданскую продукцию, такую как тракторы и ткацкие станки, но быстро вернулась к производству оружия.
1 декабря 2004 года подразделение компании по производству корабельной артиллерии было объединено с компанией Breda Meccanica Bresciana в организацию OTO Breda, выпускающую зенитно-артиллерийский комплекс «Дардо» и артиллерийские установки OTO Breda 76 mm и OTO Breda 127/54.
Компания OTO Melara — как производитель сухопутных вооружений, является частью конгломерата Leonardo (бывший Finmeccanica).

## Продукция

### Корабельная артиллерия

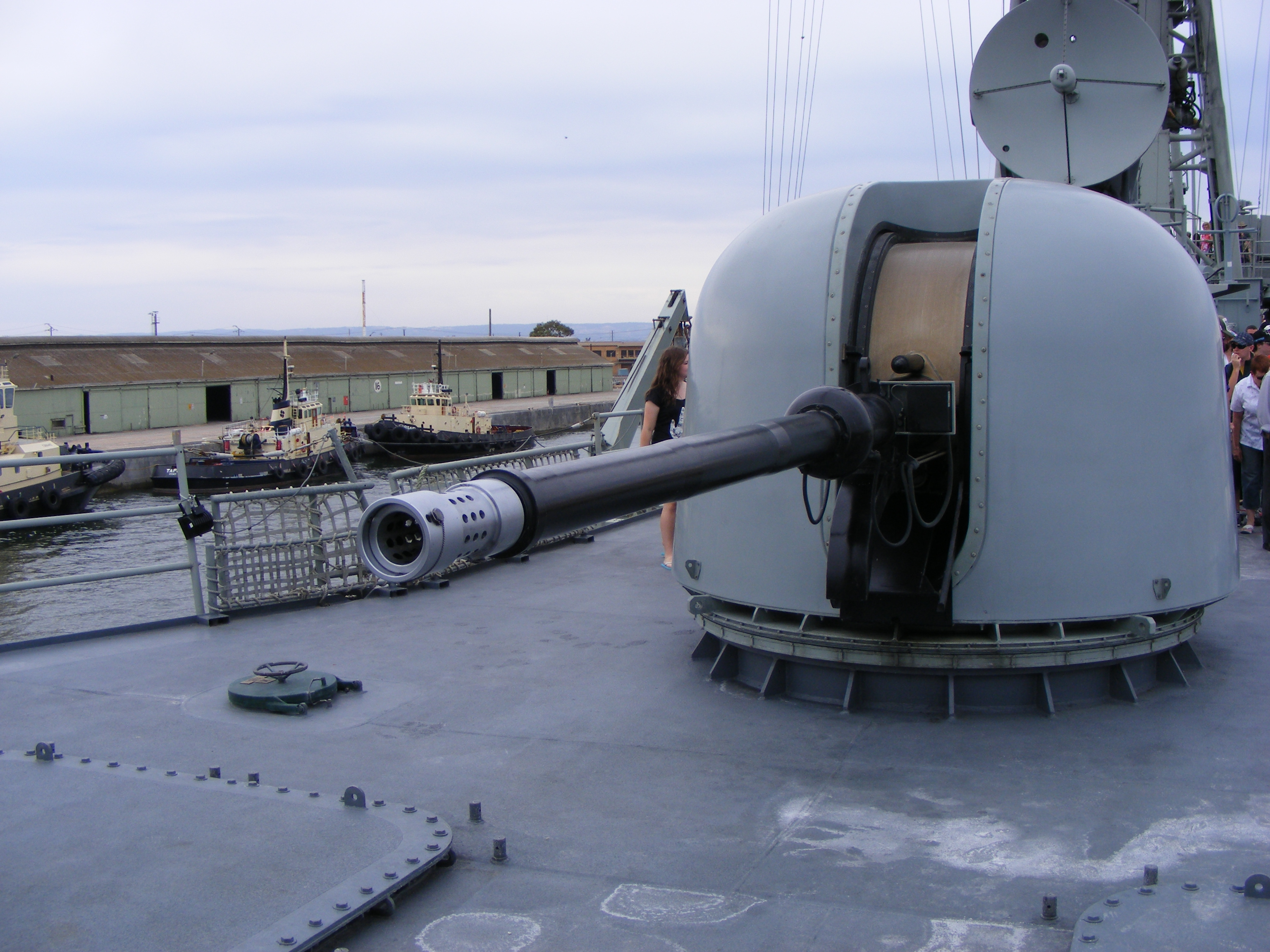
Ото Мелара 76mm на корабле HMAS Adelaide (FFG01)

- 1924 — 100-миллиметровое корабельное универсальное артиллерийское орудие OTO 1924
- 1962 — 76mm/L62 Allargato
- 1965 — 127-миллиметровая корабельная универсальная установка 54 Compact. На вооружение поступила в 1971, в 1985 году был разработан облегчённый вариант.
- 1971 — 127-мм артиллерийская установка Otobreda (Mark 45). За 1971—2008 годы было произведено около 870 ед. всех модификаций.
- 1975 — 76-мм артиллерийская установка Otobreda (Mark 75)
- 1976 — «Дардо» — зенитно-артиллерийский комплекс

### Ракеты
- 1974 — Otomat, противокорабельная ракета
- 1988 — Selenia Aspide, семейство управляемых ракет средней дальности для поражения воздушных целей

### Бронетехника

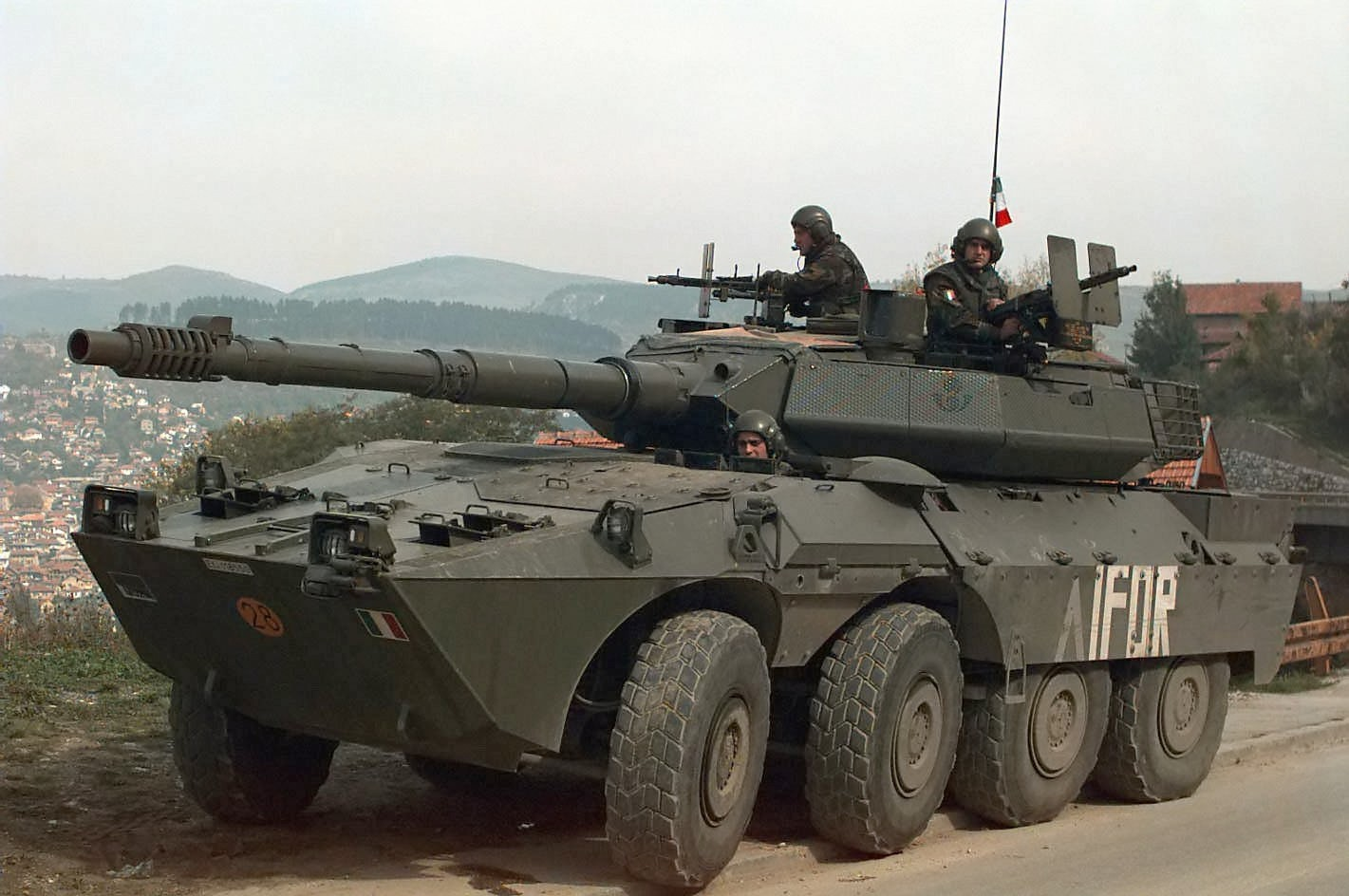
«Кентавр» миротворческих сил НАТО в Югославии

- 1970 — Fiat-OTO Melara 6614 — лёгкий колёсный бронетранспортёр. Машина была разработана совместно с компанией «Фиат».
- 1980 — «Дардо» — боевая машина пехоты (БМП), к 2003 году разработан усовершенствованный вариант.
- 1981 — OF-40 — основной боевой танк, вариант германского танка «Леопард-1». Разработан для экспорта в страны Ближнего Востока. Произведено 36 единиц в 1981—1985 годах, все машины были проданы ОАЭ.
- 1981 — «Пальмария» — экспортная 155-мм САУ на базе шасси танков OF-40 и TAM (VCA, Аргентина). Производилась серийно с 1982 года, выпущено 255 экз., из которых 187 САУ были поставлены в Ливию и Нигерию.
- 1983 — SIDAM 25 — зенитная самоходная установка
- 1984 — «Ариете» — основной боевой танк. Производился серийно с 1995 по 2002 год.
- 1990 — «Пума» — бронетранспортёр. Производится серийно с 2001 года. По состоянию на 2010 год выпущено 560 ед.
- 1991 — «Кентавр» — бронеавтомобиль. Производился серийно с 1991 по 2006 год. Выпущено 484 машины.
- 1996 — «Фреччиа» — многоцелевая бронированная машина. Производится серийно с 2008 года, поставка всех модификаций машины в количестве 249 ед. ожидается к 2016 году.
- 2001 — Iveco LMV — армейский многоцелевой бронированный автомобиль

### БПЛА

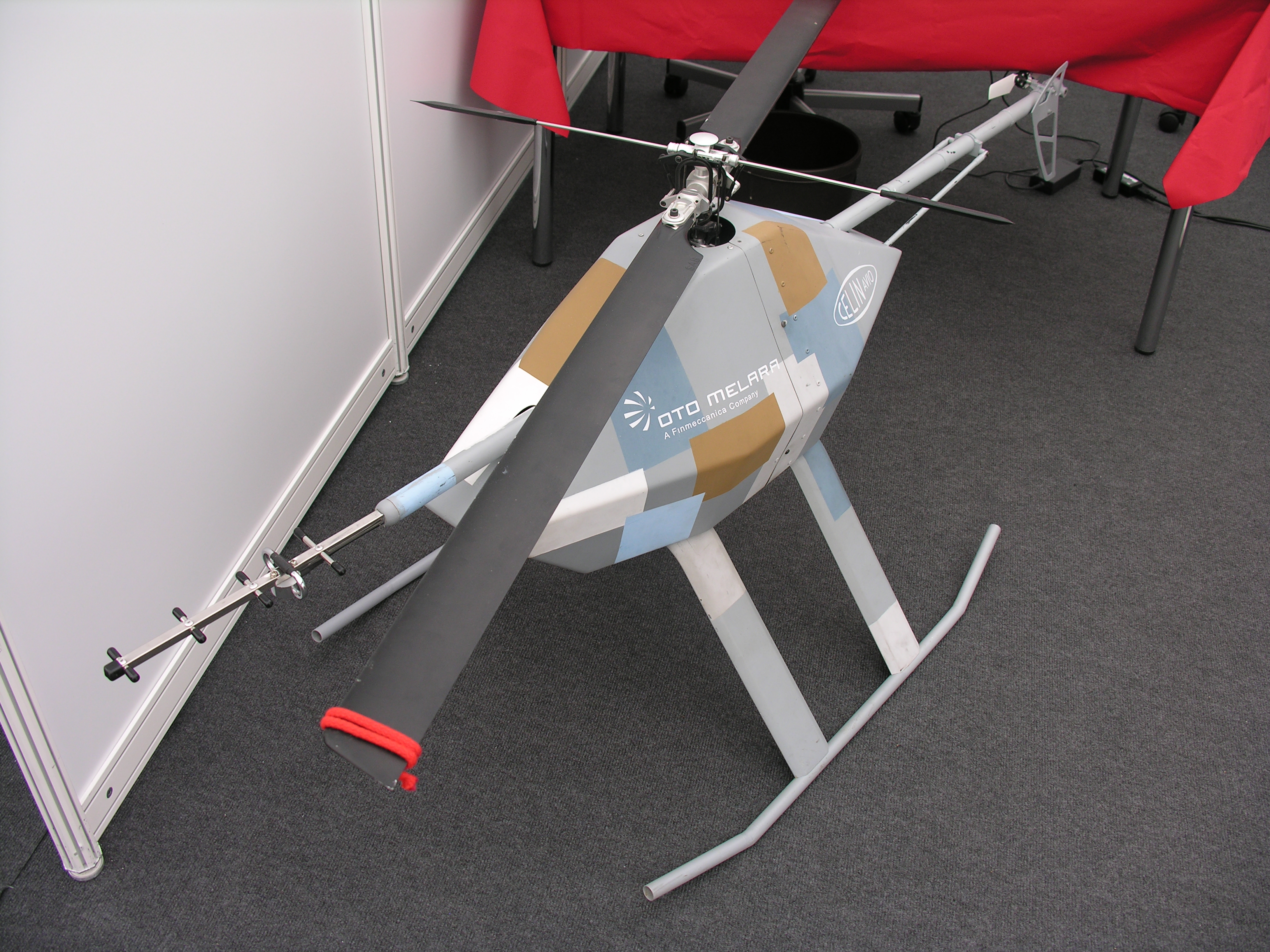
UAV IBIS от OTO Melara на TechDemo’2008

В 2008 г. компания Oto Melara демонстрировала БПЛА вертолётного типа IBIS собственного производства на выставке TechDemo’2008.

### Тракторы
- Oto R3 (1950)
- Oto 2R3 — Oto 2R3 Vigneron (1951)
- Oto R4 (1951)
- Oto Serie C18 (1954)
- Oto Serie C25 (1953-57)
- Oto Serie C40 (1954)
- Oto C45 (1956-60)
- Oto Serie 20 (1954)
- Oto Serie 30 (1959-62)

## Производство по лицензии
- 1934 — 381-миллиметровое корабельное артиллерийское орудие Ansaldo
- 1940 — 90-миллиметровое корабельное зенитное артиллерийское орудие компании Ansaldo
- 1950-е годы — М47 — американский танк, строились по лицензии.
- 1960-е годы — М60 — американский танк, строились по лицензии.
- 1960-е годы — M113 — американский гусеничный бронетранспортёр, строились по лицензии.
- PzH 2000 — немецкая самоходная артиллерийская установка, разработанная компанией Krauss-Maffei Wegmann в 1998 году. Компания Oto Melara построила по лицензии 70 ед. установок.
- GBU-39 — управляемая высокоточная авиабомба класса SDB. Компания планировала произвести 500 ед. для итальянских ВВС. Ранее компания произвела 900 ед. GBU-31 и 1000 ед. GBU-32.

## Производственные мощности
Боевые машины Centauro и Freccio производятся совместным предприятием Oto Melara и Iveco — компанией CIO (Società Consortile Iveco-Oto Melara a.r.l.). Oto Melara производит башни и системы вооружения.

## Поставки в Россию
В конце 2012 года компания поставила России для проведения испытаний два колесных танка Centauro и два БМП Freccia с боекомплектом.